# Legend of Faerghail
Legend of Faerghail is een RPG dat werd ontwikkeld door Electronic Design Hannover en uitgegeven door reLINE Software. Het spel kwam in 1990 uit voor de Commodore Amiga, Atari ST en DOS.

## Spel
Het spel speelt zich af in een middeleeuwse fantasiewereld. De speler moet eerst een karakter maken door middel van ras en klasse te kiezen. Alle karakters hebben hun eigen eigenschappen, zoals kennis, kracht, afkomst en vaardigheden. Het spel wordt getoond in first-person perspectief. 
Er is iets vreemds aan de hand met de elven. Zonder reden vallen ze onschuldige mensen aan en willen de stad Thyn innemen. De graaf van Thyn heeft iemand nodig om naar de stad Cyldane af te reizen om hulp te vragen. De speler verkent steden, wildernissen en complexe kerkers. Er kan worden beurtsgewijs worden gevochten tegen vijanden.
In het spel is het mogelijk om karakters te gebruiken uit voorgaande spellen, zoals: Phantasie en The Bard's Tale.

## Platforms
- Amiga (1990)
- Atari ST (1990)
- DOS (1990)